# Severní polokoule

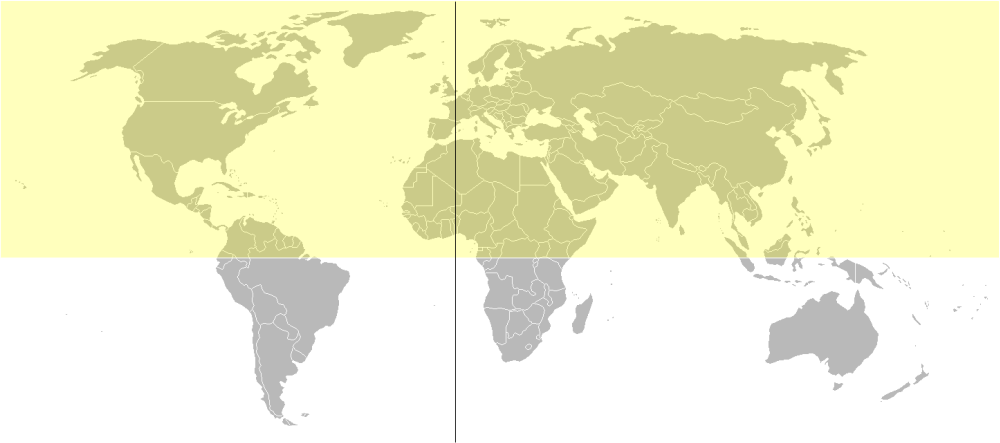
Severní polokoule (se žlutým pozadím)

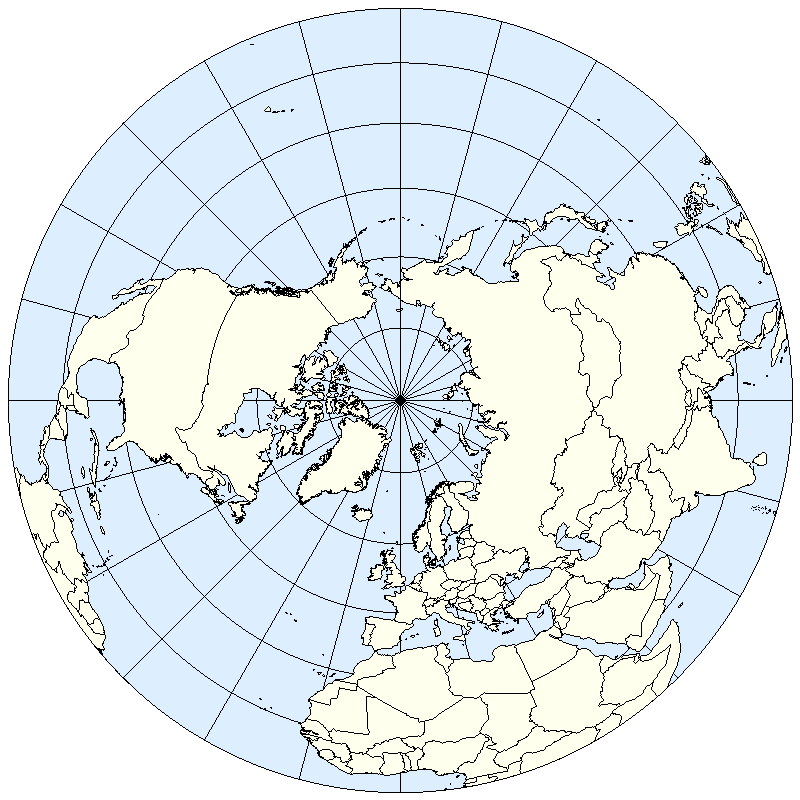
Severní polokoule

Severní polokoule nebo severní hemisféra se nazývá část povrchu planety Země na sever od rovníku (0° s/j. z. š.) až po severní pól (+90° s. z. š.). Středem povrchu severní polokoule je severní pól. Na severní polokouli leží celá Evropa, celá Severní Amerika, Asie (kromě části Indonésie), zhruba 2/3 Afriky a Jižní Amerika severně od Amazonky. Díky Mikronésii a Marshallovým ostrovům leží na severní polokouli i malá část Austrálie a Oceánie.

## Meteorologie
Astronomické léto je na severní polokouli od letního slunovratu 21. června do podzimní rovnodennosti 22. září a astronomická zima je zde od zimního slunovratu 22. prosince do jarní rovnodennosti 22. března. V noci je na obloze vidět převážně severní hvězdná obloha.
Kvůli Coriolisově síle se na severní polokouli hurikány a tlakové níže točí doleva, tj. proti směru hodinových ručiček. U vodních vírů je působení Coriolisovy síly překryto jinými silami a směr otáčení tak většinou neurčuje.
Polární záře vyskytující se nad polárními oblastmi na severní polokoulí se nazývá Aurora borealis, zatímco záře vyskytující se nad polokoulí jižní se nazývá Aurora australis.

## Pevniny a oceány
Na povrchu celé planety (510 mil. km²) je zřetelně více vodních ploch než pevniny – celosvětově pokrývá pevnina 29 procent planety, tj. 150 mil. km². Podíl pevniny je na severní polokouli asi dvakrát větší než na jižní polokouli, neboť na severní polokouli připadá zhruba 67,3 procent celosvětové pevniny a na jižní 32,7 procent. Zhruba 40 procent severní polokoule tak pokrývá pevnina a 60 procent oceány, na jižní je to 20 procent pevniny a 80 procent oceánů.

## Osídlení
Na severní polokouli žije zhruba 90 % lidské populace.